# سید محمدحسن الهی طباطبایی
سید محمد حسن الهی طباطبایی (متولد ۱۲۸۵ش تبریز – درگذشته ۱۳۴۷ش تبریز) از عرفای معاصر و فقیه و ریاضی‌دان و فیلسوف شیعه بود. او برادر کوچکتر سید محمدحسین طباطبایی بود.
همچنین او شاگرد سید علی قاضی طباطبایی و مرتضی طالقانی بوده است.

### جد
محمد تقی قاضی طباطبایی (متوفی ۱۲۲۰ یا ۱۲۲۲ قمری) جد سوم محمد حسن الهی است. میرزا علی آقا قاضی و سید محمدعلی قاضی طباطبایی در این شخص با نامبرده و برادرش علامه طباطبایی اشتراک نسب دارد.

## نسب
وی از نوادگان عبدالوهاب تبریزی که نسب وی هم به حسن مثنی ابن حسن مجتبی می‌رسد.

### پدر
محمد قاضی طباطبایی (پدر محمد حسن الهی) خود از روحانیان شهر تبریز بوده که با خانواده یحیوی تبریز وصلت کرد و اولین ثمره این پیوند محمد حسین طباطبایی نامیده می‌شود.

### همسر
سید محمدحسن در سنین جوانی با دختر سید محمدباقر قاضی خواهر سید محمدعلی قاضی طباطبایی ازدواج کرد که ثمره این پیوند یک فرزند پسر به نام سید محمد الهی و سه دختر است.
یکی از دخترانش در سن ۱۸ سالگی به دلیل بیماری درگذشت که سید محمدحسن را بسیار متأثر ساخت. اما او در این مصیبت صبر پیشه ساخت و کوچک‌ترین حالت گله و شکایت از خویش نشان نداد.
دختر دیگر ایشان با آقای سلماسی (از بازرگانان تبریز) ازدواج کرد و دختر کوچکتر ایشان نیز همسر آقای دکتر عبدالحمید شهیدی می‌باشد.

## تولد تا کودکی
محمد حسن الهی در سال ۱۲۸۵ خورشیدی در تبریز متولد شد. ۱۸ ماهه بود که مادرش و ۴ ساله بود که پدرش را از دست داد. سرپرستی و نظارت بر اموال و زندگی او و برادرش در منزل پدری واقع در خیابان مسجد کبود تبریز به یکی از محترمین خانواده پدری سپرده شد. او دوازده ساله بود که درس و کتاب را شروع کرد و به همراه برادر به مکتب رفت.

## استادان
از استادان محمدحسن الهی سید ابوالحسن اصفهانی، محمدحسین نائینی، سید حسین بادکوبه‌ای را می‌توان نام برد. او همچنین از شاگردان سید علی قاضی طباطبایی و مرتضی طالقانی بوده است.

## شاگردان
محمدعلی ارتقایی و میرزا موسی تبریزی از شاگردان وی بودند که نقل‌های زیادی از روابط ایشان در کتاب‌های متعدد وجود دارد.
حسن حسن‌زاده آملی از دیگر شاگردان اوست که در مورد استادش چنین می‌نویسد:
 «نکته‌ای بلند از استادم شادروان جناب علامه آقا سید محمد حسن الهی طباطبایی تبریزی به یادگار دارم، روزی در مزار شیخان قم به حضور مبارکش افتخار تشرف داشتم و هیچ‌گاه در محضر فرخنده اش یک کلمه از دنیا گله و شکوه‌ای و حرف کم و زیاد مادی نشنیدم. فرمود: آقا! انسان‌ها همچون معادن هستند باید آن‌ها را استخراج نمود. غرض آن جناب اینکه همچنان که کوه‌ها دارای معادن طلا، نقره، الماس، فیروزه و غیره هستند، انسان‌ها دارای معادن گوناگون حقایق و معارفند. باید هر کسی کوه وجودش را بشکافد و آن معادن را استخراج کند؛ یعنی در روان‌شناسی بکوشد تا آب زندگی از او بجوشد، البته این سخن را عمق دیگر است.»

## درگذشت
محمدحسن الهی در روز دوشنبه ۲۰ خرداد ۱۳۴۷ (۱۳ ربیع‌الاول ۱۳۸۸ ه‍. ق) درگذشت و در مقبره‌ای معروف به " «ابو حسین»" در شهر قم به خاک سپرده شد.